# Mercenary
Mercenary (з англ. «Найманець») — метал-група з Данії, яка була сформована у 1991 році. Хоч Mercenary знані як Melodic Death Metal Band, але в своїй музиці також використовують аспекти павер-металу, та, в своїх більш ранніх роботах, треш-металу.
У 1991 році, коли Крал і Андреас сформували групу, вони почули пісню групи Slayer «Ghosts of War», в тексті якої були слова: «Fallen Mercenary». Тоді вони вирішили назвати групу «Mercenary». На своїх концертах вони використовували грим, щоб розмалювати свої обличчя в армійському стилі, але пізніше вирішили відмовитись від цього, коли стало досить важко наносити «військовий грим» і змивати його після шоу.
У 2006 році, під час ProgPower USA за проханням промоутера шоу, Mercenary переспівали пісню групи Pantera — Cowboys from Hell.

## Світлини

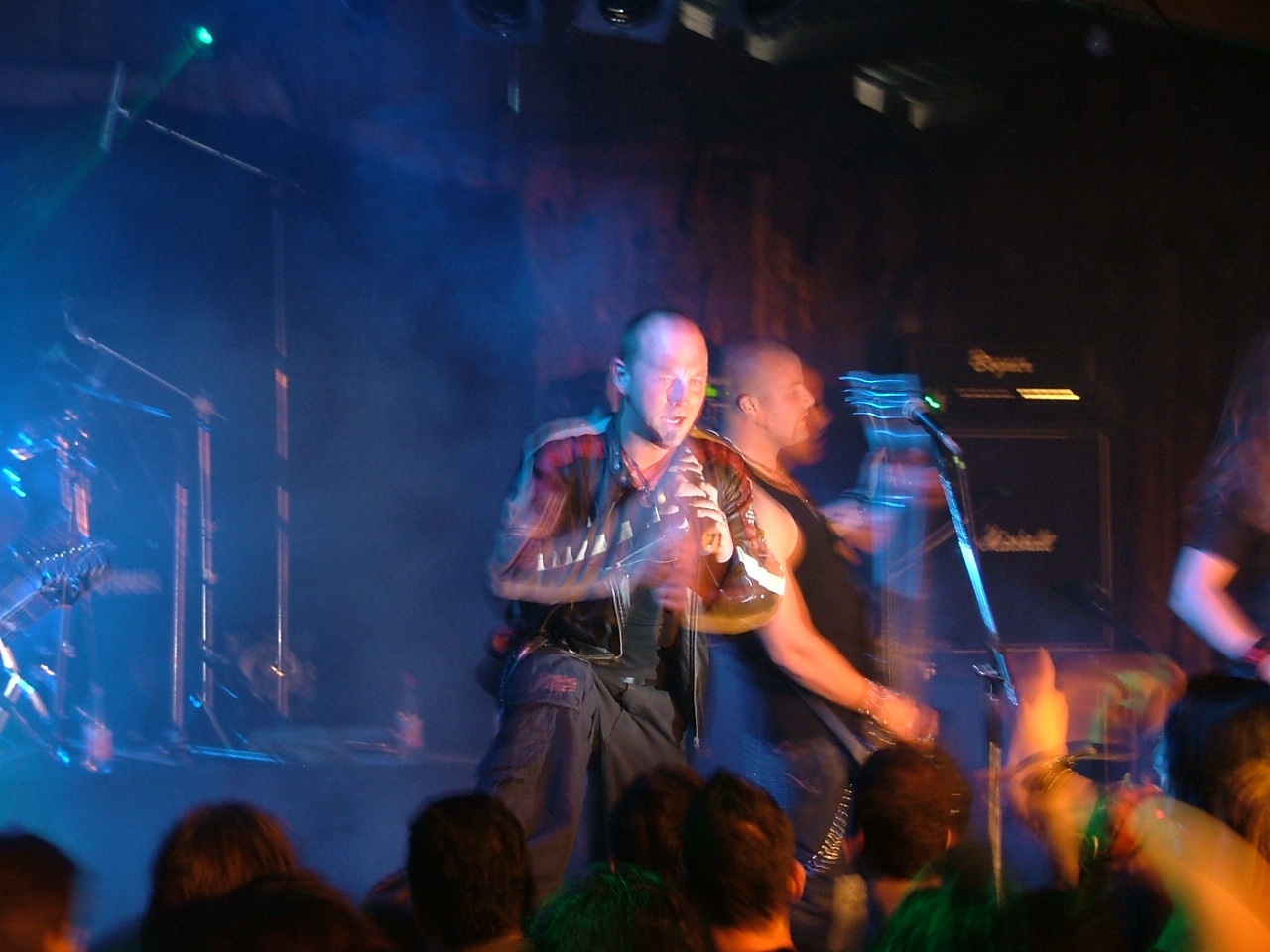
Гурт на одному з концертів

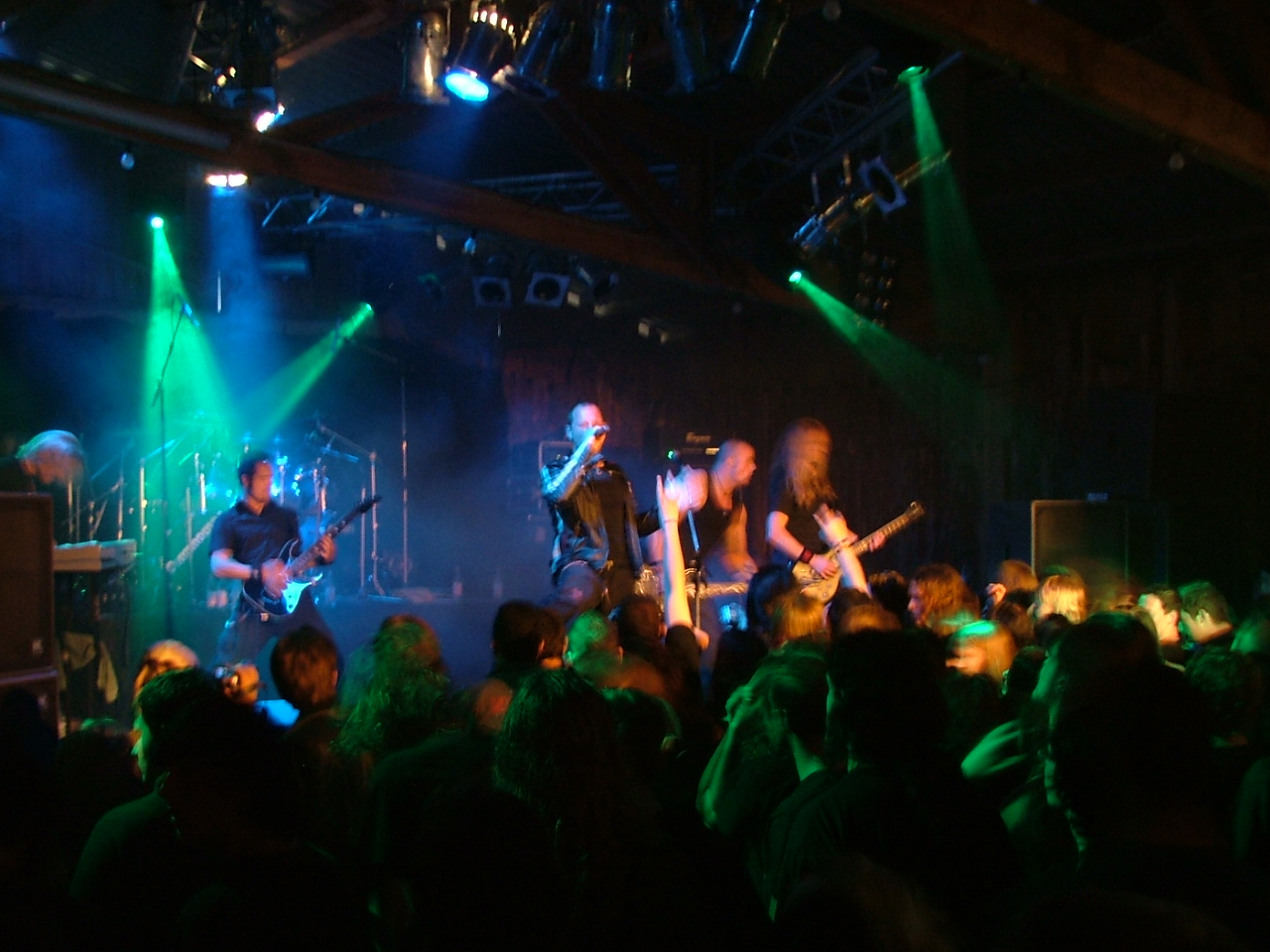
Гурт на одному з концертів

## Детальніше про гурт
Гурт Mercenary був сформований у 1991 році, Ольборг, Данія. Назва гурту була взята з пісні гурту Slayer «Ghosts of War». Після виходу двох демо Domicile (1993) та Gummizild|Gummizild (1994), вони були спроможні підписати контракт із Black Day Records, і як результат випустили четверту пісню EP, Supremacy (1996). У 1997 вони підписали контракт із Serious Entertainment, і у 1998 вони випустили повнометражний дебют First Breath.
У 2002 гурт вирішив взяти ще піаніста на ім'я Morten Sandager, який чудово справляється із своєю позицією, а також його брата Mikkel, який має чудовий вокал. Ці нововведення спричинили часткову зміну концепції групи, після цього гурт почав виконувати більш «важчі» пісні.
Цього ж року Mercenary брали участь у музичному фестивалі ProgPower USA і випустили свій другий альбом Everblack. Згодом Mercenary підписали контакт із Century Media Records.
У 2004 Mercenary випустили третій альбом, 11 Dreams.
19 та 20 травня 2006, на Saegfestival (який проводився в Greding, Німеччина), Mercenary вперше мали можливість співати вживу на такій сцені з Pedersen. Саме там вони заспівали власний трек «Soul Decision», пісню з четвертого альбому.
1 серпня 2006 Mercenary випустили збірник власних ранніх демо, давши йому назву Retrospective, а 22 серпня був виданий їхній новий альбом The Hours that Remain.
У вересні 2006, Mercenary познайомились із безліччю інших гуртів, як-от: Evergrey, Epica, на фестивалі ProgPower. Саме там вони заспівали кавер на пісню гурту Pantera «Cowboys from Hell».
11 листопада 2009 стало відомо що Mikkel, Morten і Mike покинули гурт. Через слова Jakob'а, які прозвучали в пресі: «ми більше не поділяємо єдине бачення розвитку гурту в майбутньому».
23 грудня 2010 група випустила пісню з нового альбому Metamorphosis. Альбом вийшов 2011 року.
26 липня 2013 група випустила свій студійний альбом 'Through Our Darkest Days'.

## Учасники групи
| Роль                 | Альбом                 | Альбом                 | Альбом                 | Альбом                | Альбом            | Альбом         | Альбом                   |
| Роль                 | First Breath           | Everblack              | 11 Dreams              | The Hours That Remain | Architect of Lies | Metamorphosis  | Through Our Darkest Days |
| -------------------- | ---------------------- | ---------------------- | ---------------------- | --------------------- | ----------------- | -------------- | ------------------------ |
| Гітара               | Nikolaj Brinkman       | Signar Petersen        | Martin Buus            | Martin Buus           | Martin Buus       | Martin Buus    | Martin Buus              |
| Ритм гітара          | Jakob Mølbjerg         | Jakob Mølbjerg         | Jakob Mølbjerg         | Jakob Mølbjerg        | Jakob Mølbjerg    | Jakob Mølbjerg | Jakob Mølbjerg           |
| Бас гітара і Гроул   | Henrik «Kral» Andersen | Henrik «Kral» Andersen | Henrik «Kral» Andersen | Jacob Hansen*         | René Pedersen     | René Pedersen  | René Pedersen            |
| Вокал (Чистий/Скрім) | -                      | Mikkel Sandager        | Mikkel Sandager        | Mikkel Sandager       | Mikkel Sandager   | René Pedersen  | René Pedersen            |
| Клавішні             | -                      | Morten Sandager        | Morten Sandager        | Morten Sandager       | Morten Sandager   | Martin Buus    | -                        |
| Барабани             | Rasmus Jacobsen        | Rasmus Jacobsen        | Mike Park Nielsen      | Mike Park Nielsen     | Mike Park Nielsen | Morten Løwe    | Peter Mathiesen          |

*Jacob Hansen не є членом Mercenary, але він є продюсером всіх 5 альбомів і виступав як басист на записі The Hours that Remain.

### Теперішні учасники
- Martin Buus
  - Lead гітара (since 2002)
  - Клавіші (since 2009)
- Jakob Mølbjerg
  - Rhythm гітара (since 1995)
- René Pedersen
  - Bass гітара (since 2006)
  - Growls вокал (since 2006)
  - Lead вокал (since 2009)
- Morten Løwe
  - Барабани (since 2009)

## Дискографія

### Студійні альбоми
- First Breath (1998)
- Everblack (2002)
- 11 Dreams (2004)
- The Hours that Remain (2006)
- Retrospective (Best of/Compilation)
- Architect of Lies (2008)
- Metamorphosis (2011)
- Through Our Darkest Days (2013)

### EPs
- Supremacy (1996)

### Збірники
- Mercenary (2006)
- RECOLLECTIONS — THE CENTURY MEDIA YEARS (2012)

### Демо
- Mercenary (1993)
- Gummizild (1994)

## Концертна діяльність
- ProgPower USA Fest (вересень 2006)
- TUSKA OPEN AIR 2007 (29 червня 2007)
- METALCAMP 08 (Part I) (4 липня 2008)
- WACKEN OPEN AIR 2008 (31 липня 2008)
- Legacy Fest (20 травня 2009)
- POWER OF METAL TOUR (25 лютого 2011- 19 квітня 2011)

## Відеографія
- Firesoul (from 11 Dreams)
- My World is Ending (from The Hours that Remain)
- Isolation (from Architect of Lies)
- The Endless Fall (from Architect of Lies)